# Människoexploatering
Människoexploatering innebär att utnyttja andra personer utan acceptabla arbetsvillkor, för att få egen vinning av det. Människoexploatering är sedan 2018 ett brott i Sverige. Brottslagen infördes för att stärka det straffrättsliga skyddet mot exploatering av personer främst i arbete och tiggeri. Den svenska straffbestämmelsen om människoexploatering finns i Brottsbalken (4 kap. 1 b §). 